# 14988 Tryggvason
14988 Tryggvason eller 1997 UA7 är en asteroid i huvudbältet som upptäcktes den 25 oktober 1997 av Spacewatch vid Kitt Peak-observatoriet. Den är uppkallad efter astronauten Bjarni Tryggvason.
Asteroiden har en diameter på ungefär 14 kilometer.